# Drôle d'héritage
Drôle d'héritage (France) ou Un sacré héritage (Québec) (Loan-a Lisa) est le 2e épisode de la saison 22 de la série télévisée Les Simpson.

## Synopsis
Abraham Simpson décide de distribuer ses économies à toute la famille Simpson. Lisa souhaite utiliser cet argent pour investir dans la toute nouvelle société de Nelson qui est en train de monter en flèche. Lorsqu'elle se rend compte que sa réussite pourrait le pousser à quitter l'école, elle décide de lui présenter Mark Zuckerberg, le créateur de Facebook, jusqu'à ce qu'elle se rende compte qu'il a lui aussi arrêté ses études pour monter son entreprise. Elle entreprend donc de convaincre Nelson qu'il est essentiel qu'il continue de rester à l'école.